# Юрьев, Евгений Леонидович
Евгений Леонидович Юрьев (28 марта 1951, Новосибирск, РСФСР — 24 апреля 2020) — советский и российский военный деятель, генерал-лейтенант, командующий 5-й армией ВВС и ПВО (2001—2006), председатель военно-спортивного союза имени М. Т. Калашникова (с 2011).

## Биография
Отец был военнослужащим, мать — медицинским работником.
1968—1971 годы — курсант «Энгельсского зенитного ракетного командного училища противовоздушной обороны» — в период обучения вступил в КПСС.
1971—1974 годы — начальник разведки зенитного ракетного дивизиона Сибирского военного округа.
1974—1977 годы — старший инженер подвижного радиолокационного комплекса Сибирского военного округа.
1977—1979 годы — начальник командного пункта, заместитель начальника штаба полка.
1979—1982 годы — слушатель Военной командной академии противовоздушной обороны имени Жукова.
1982—1984 годы — командир зенитного ракетного дивизиона Одесского военного округа.
1984—1988 годы — начальник штаба, заместитель командира, командир зенитной ракетной бригады Группы советских войск в Германии.
1988—1989 годы — начальник штаба, заместитель командира дивизии противовоздушной обороны Ленинградского военного округа.
1989—1991 годы — начальник штаба, заместитель командира дивизии противовоздушной обороны Закавказского военного округа.
1991—1992 годы — заместитель командира корпуса противовоздушной обороны Северо-Кавказского военного округа.
1992—1994 годы — слушатель Военной академии Генерального штаба ВС РФ.
1994—1997 годы — командир дивизии ПВО 11-й отдельной армии ПВО (Елизово).
1997—2001 годы — командир Уральского Краснознаменного отдельного корпуса ВВС и ПВО (Екатеринбург).
2001—2006 годы — командующий 5-й армией ВВС и ПВО (Екатеринбург).

## После отставки
В 2006—2007 годах был заместителем генерального директора по социально-экономическому развитию и взаимодействию с правоохранительными органами ОАО АвтоВАЗ — в этот период, по словам супруги действующего Мэра Тольятти Н. Д. Уткина, рассматривался Губернатором К. А. Титовым и президентом ОАО АвтоВАЗ В. В. Артяковым, с попыткой добровольно-принудительной отставки Уткина, как новый мэр города.
2007—2011 годы — депутат, заместитель председателя Самарской Губернской думы 4-го созыва — избран в составе партийного списка партии «Единая Россия».
В 2008 году совместно с депутатом В. А. Гройсманом, в порядке ст. 12 ФЗ-131 «Об общих принципах организации местного самоуправления в Российской Федерации», высказывал предложение присоединить Жигулёвск к Тольятти, однако предложение депутатов не было одобрено.
В 2011 году организовал и возглавил в должности председателя Военно-спортивный союз имени М. Т. Калашникова.
В 2012 году на выборах мэра Тольятти заявил о своём намерении покинуть партию и был беспартийным кандидатом в мэры города получив 3,96 %
С 2012 года советник генерального директора межрегиональной распределительной сетевой дочерней компании ОАО «МРСК Волги» — входящей в холдинг Россети.
Умер 24 апреля 2020 года.

## Награды
- Орден «За заслуги перед Отечеством» IV степени
- Орден «За службу Родине в Вооружённых Силах СССР» III степени
- Орден святого благоверного князя Даниила Московского III степени
- Орден святого благоверного великого князя Димитрия Донского III степени
- Орден преподобного Серафима Саровского III степени
- Награждён именным оружием